# Château Béla
Pour les articles homonymes, voir Bélavár.
Le château Béla (roumain : Cetatea lui Bela ; hongrois : Bélavár, parfois fenesi vár) est un ancien château fort situé à Finiș, sur les premières montagnes du plateau transylvain.

## Histoire

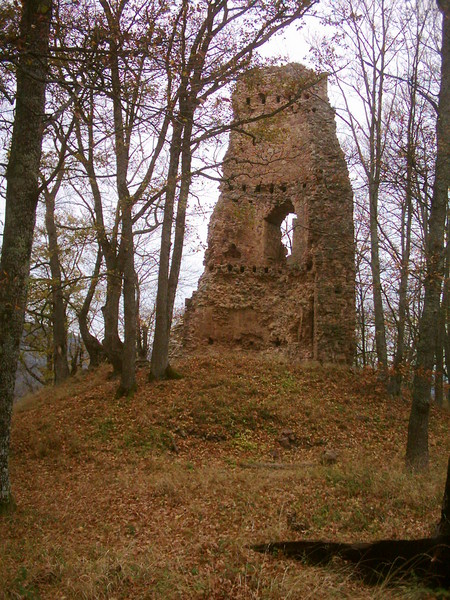

Le château Béla est une ancienne structure fortifiée construite avant 1291 qui relevait alors des puissants évêques de Várad, près des mines, de la route de Transylvanie et des propriétés de la famille Borsa voisine. Les habitants du château étaient approvisionnés en nourriture (sel, blé, farine) par les villages voisins. Il doit son nom au roi Béla IV de Hongrie qui, d'après la légende, serait à l'origine de sa construction. Cette appellation date de 1548. Le voïvode de Transylvanie Lóránt (de genere Borsa) (fl. 1288-1297) assiège sans succès le château en 1294. À cette époque, le gouverneur de la forteresse (várnagy) était le frère de l'évêque de Várad. Nous pouvons supposer que le château était le centre du grand domaine épiscopal qui l'entourait et, d'un point de vue militaire, la noblesse subordonnée à l'église y effectuait son service militaire. Compte tenu de la nature qualitative de certains éléments architecturaux, il ne peut être exclu qu'il ait également servi de résidence d'été aux évêques de Várad. En 1531, les « patriotes » sont consultés pour mettre fin à la guerre civile. Pál Nyári, capitaine de la forteresse de Várad, se distingue triomphalement lors d'un siège en 1599. Au cours du XVIIe siècle, le château Béla subit différents sièges. Pendant la guerre de quinze ans, le général Basta est longtemps stationné dans la région. On promet aux défenseurs du château Béla la liberté contre l'abandon du château, mais ils sont finalement massacrés par les soldats de Basta. Le château appartient temporairement au trésor et István Csáky (hu), maître du trésor, le récupère en 1634. Il est détruit par les Ottomans en 1636 et repris par les Habsbourg vers 1711. Au début du XIXe siècle, la famille Csáky fait construire un manoir à Nagyalmás pour lequel des pierres du château Béla sont utilisées. À la suite de toutes ces dévastations et démolitions régulières, le château n'a plus que quelques murs. N'ayant par la suite plus d'importance stratégique particulière, son rôle n'est pas connu dans la suite de l'époque moderne. La structure fortifiée est délaissée et les pierres de l'édifice sont utilisées par les villageois des alentours. Il ne reste de l'ancien château que des ruines et une partie du donjon. Celles-ci dominent encore de 300 mètres le vallon sinueux du Jigău, la ville de Finiș située à 2 km et plus au loin la plaine de Beiuș. En 1658, le château subi son dernier siège: il est occupé par les Tartares, la population de la région est asservie et le château incendié. 
Une ancienne famille chevaleresque hongroise porte le nom de ce château depuis le début du XVIe siècle : les Both, puis Burchard, Burchard-Bélaváry.
En 1992, une association hongroise, Első honismereti tábor (« Premier camp du patrimoine »), en coopération avec le Județ de Bihor, a entrepris pour la première fois une opération pour préserver et surtout sauver le château. Une plaque commémorative y a par ailleurs été posée. Cette action commune n'a pas manqué d'être saluée et d'autres études et manifestations conjointes ont été encouragées.

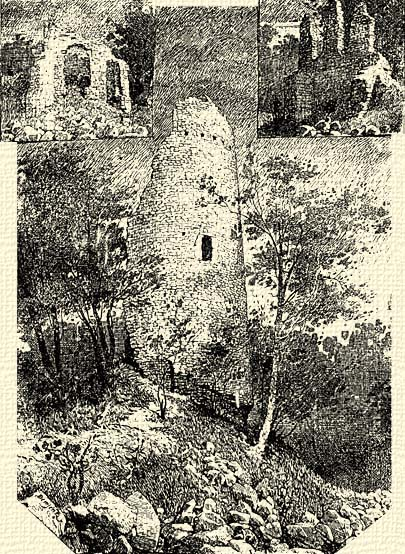
Gravure des ruines du château de Bélavar
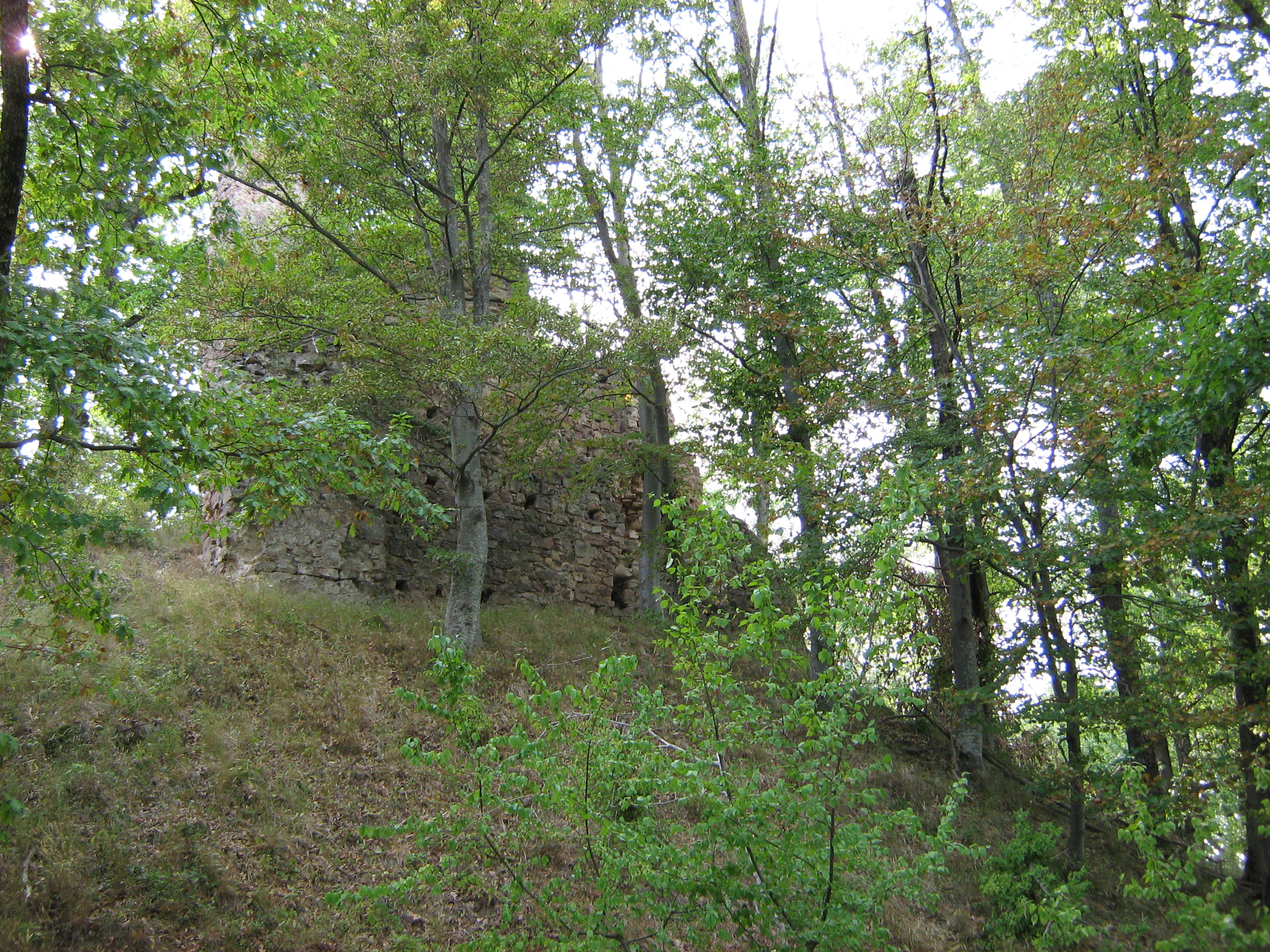

## Topographie

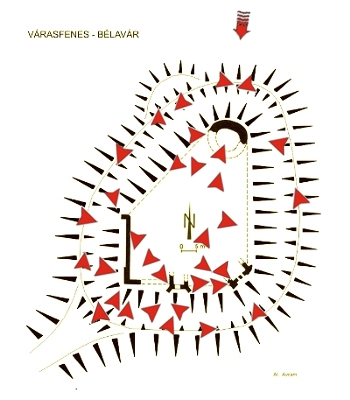

Les ruines indiquent l'existence d'un grand château ayant une forme de trapèze irrégulier. Sont encore visibles d'impressionnants fossés (15 m de large, 8 m de profondeur) qui entourent le château. On y observe également plusieurs pans de murs plus ou moins importants. Sur le côté nord se trouve une tour ronde massive(résidentielle?), aujourd'hui éventrée, à base initialement rectangulaire, ayant possédée au moins quatre niveaux. Son diamètre est de 13-14 mètres. Le rez-de-chaussée était probablement voûté. Au-dessus, des traces de deux plafonds en planches peuvent être observées. Au premier étage (deuxième niveau?), il semble y avoir eu une fenêtre avec un large coin salon. Les dessins du XIXe siècle représentent ici une fenêtre rectangulaire faite de gros blocs de pierre. Il y avait une porte au milieu du mur sud du château. Un côté mesurait environ 7,5 m, avec un contrefort extérieur. Certains éléments du château sont gothiques.

## Liens
- Histoire et topographie du château de Bélavar, en hongrois...
- Photos, plan